# Nicola Costantino
Nicola Costantino (Rosario, 17 de noviembre de 1964) es una artista argentina que ha desarrollado la mayor parte de su producción artística en el área del arte conceptual y la fotografía. 
Sus obras han recibido diferentes premios, entre ellos el Premio a la Artista Argentina en la II Bienal de Arte de Buenos Aires (2002), Premio Konex en Escultura (2002) y en Video Arte (2012), Fundación Konex, y el Gran premio de honor del Salón Nacional, especialidad Fotografía, entre otros. En 2004 presentó la obra Savon de Corps, realizada con grasa extraída de su propio cuerpo con la que tuvo gran repercusión en la prensa. En 2013 participa con su obra "Rapsodia inconclusa" en la 55.ª Bienal de Venecia.

## Biografía
Nicola Costantino se inscribió en la Escuela de Bellas Artes de la Universidad Nacional de Rosario cuando terminó el colegio secundario. Allí, en medio de la algarabía provocada por la restitución democrática, Fernando Farina marcaba el paso al frente del alumnado y Eleonora Traficante allanaba el camino ya como docente. Siempre atraída por materiales y técnicas poco convencionales, Nicola Costantino trabajó e investigó en distintas fábricas y talleres. En ICI Duperial, se familiarizó con los moldes de silicona y la matricería en resina poliéster, así como con la inyección de espuma flexible de poliuretano, que acabaría siendo determinante en el desarrollo de su obra. Ya antes de esto, Nicola Costantino había adquirido bastante experiencia en diseño y moldería, colaborando con su madre en su fábrica de indumentaria. A lo largo de 1992, una beca de la Subsecretaría de Cultura de la Provincia de Santa Fe le permitió viajar regularmente a Buenos Aires y tomar clases con el escultor Ennio Iomi. Pero aun con ello no interrumpió su formación paralela: en el Museo Nacional de Ciencias Naturales de Rosario, tomó lecciones de taxidermia y aprendió a embalsamar y momificar animales.
Cochon sur Canapé, una performance gastronómica presentada en mayo de 1993 en el Museo Juan B. Castagnino de Rosario, exhibió por primera vez los resultados de la combinación de tan variadas fuentes. Poco después, Pablo Suárez sugirió la participación de Nicola Costantino en el primer grupo del Taller de Barracas de la Fundación Antorchas, que él mismo dirigía junto a Luis Fernando Benedit. A fines de 1994 los miembros de ese grupo de becarios presentaron una exposición colectiva en la galería Ruth Benzacar; Nicola Costantino aportó su Chanchito con motor. Nicola pasó el año 1995 en la Houston School of Art, como parte de un programa de intercambio. En ese primer paso por Norteamérica comenzó a experimentar con la réplica en silicona de la piel humana, para la confección de trajes y vestidos. Visitó Nueva York y Los Ángeles enfundada en un primer abrigo con ombligos y cabello natural, que había fabricado con sus propias manos. En mayo de 1996, Costantino volvió de Estados Unidos al Taller de Barracas, pero ya como profesora de Técnicas, y se instaló definitivamente en Buenos Aires montando una especie de casa-taller, primero en San Telmo, luego en Palermo y finalmente en Villa Crespo, donde vive-trabaja en la actualidad.
Peletería con piel humana, la obra resultante de aquellos experimentos norteamericanos, sería presentada por Ruth Benzacar en la feria ARCO de Madrid de 1997. Al año siguiente, Paulo Herkenhoff llevaría la boutique de piel humana a la Bienal de Arte de San Pablo, y en 1999 los vestidos volverían a Madrid para ser seleccionados por Estrella de Diego para integrar la exposición “Con los cinco sentidos” en la Casa de América.
En el ínterin, Nicola montó en Buenos Aires, precisamente en la galería de Ruth Benzacar, su primera muestra individual. Fue el debut de las “Chanchobolas”.
Para el año 2000, la peletería había integrado la Bienal de Arte de Liverpool, y una muestra individual, que incluía nuevos diseños en piel humana y una serie de trabajos originales con animales nonatos (un friso hecho de calcos de potrillos y terneros atascados en grandes cañerías y “Ternerobolas” de hasta 95 centímetros de diámetro), se exhibía en la galería Deitch Projects de Nueva York. Roberta Smith, crítica de arte del New York Times, consideró que el mal gusto de Human Furriery (tal la traducción inglesa de la “Peletería Humana”) la convertía en una fuerte candidata a integrar la lista de los peores shows de la temporada.
En la feria ARCO de 2001 esos frisos de nonatos cubrirían la totalidad de un stand en el programa Project Room. Pero antes, Nicola había realizado una exhibición individual en el Museo Nacional de Bellas Artes de Buenos Aires e inaugurado con sus obras el edificio de la Galería Animal de Tomás Andreu en Santiago de Chile. Durante 2002, distintas obras de Nicola se exhibieron individual o colectivamente en museos de Noruega, Suiza, Israel y Estados Unidos, y en la galería Christian Dam de Dinamarca. La Academia de Arte de Oslo y la Universidad Complutense de Madrid la recibieron, además, en calidad de profesora visitante. En 2003, la Boutique de Nicola se presentó en la barcelonesa Galería Senda, sede –en el Paseo de Gracia– de las casas de ropa más glamorosas del mundo. Y en el Casal Solleric, de Palma de Mallorca, se inauguró una muestra que recorría toda su obra. “Animal Motion Planet” fue otra exposición individual presentada en la galería de Ruth Benzacar, en Buenos Aires, en 2004. Una serie de máquinas ortopédicas para animales nonatos reproducían los movimientos de pequeños terneros y potrillos. Pero el acontecimiento principal de aquel año fue la inauguración en el Museo de Arte Latinoamericano de Buenos Aires (MALBA) de “Savon de Corps”: muestra que incluía jabones de tocador elaborados con grasa extraída del cuerpo de la propia Nicola a través de una liposucción.
Siempre y en todo lugar, la crítica especializada había recibido la obra de Nicola con interés, y habitualmente con aprobación, pero Savon de Corps alteró esa tendencia, al menos en dos sentidos: generó oposiciones encarnizadas y llevó la polémica a los medios de interés general, mucho más allá de los espacios especialmente dedicados al arte y a la cultura. En 2007, la foto de esos jabones fabricados con grasa humana acabaría como imagen institucional y tapa del catálogo de la muestra “Dangerous Beauty” [Belleza peligrosa] en el Chelsea Museum de Nueva York. Además del año de exhibición, “Animal Motion Planet” y “Savon de Corps” compartieron otra peculiaridad: por primera vez Nicola incluía videos en sus obras: un corto documental acompañaba, junto a sus planos, a las máquinas animales y un comercial de estilo televisivo completaba la presentación de los jabones de tocador.
A partir de esas primeras experiencias, Nicola incursionaría cada vez más en la fotografía y en el cine, siempre como protagonista de sus imágenes fijas y en movimiento; ora interpretando personajes clásicos de la historia del arte, ora encarnando distintas versiones de sí misma. En un giro curioso, el año 2007 la vería ganadora del Gran Premio de Honor del Salón Nacional justamente en la especialidad fotografía, después de veinte años dedicados a la escultura. En 2008, Nicola Costantino realizó una nueva exposición individual en la galería Ruth Benzacar, donde retomó elementos de su primera performance pero combinados con las distintas técnicas acumuladas a lo largo del tiempo, para ofrecerse a sí misma en “La Cena”. Al año siguiente, y bajo el nombre “Autorretratos”, el Palacio Duhau albergaría –también en Buenos Aires– la serie completa de sus fotografías e instalaciones. En ese tiempo, incluso la maternidad se convertiría, para Nicola, en un ingrediente de la producción artística. La instalación cinematográfica Trailer, exhibida por primera vez en la Fundación YPF durante 2010, aprovecharía el calco y la escultura para narrar la extraña relación entre Nicola como madre y su doble.
En 2011 la fundación Daros le dedicó una muestra monográfica, con obras de todo tipo, producidas a lo largo de las dos décadas precedentes. La exposición, parte de las “Hubertus Exhibitions”, abrió sus puertas en Zúrich, y se repitió luego en la Sala Proceso de la Bienal de Cuenca. En 2013, su obra sobre Eva Perón fue seleccionada para representar a la Argentina en la 55.ª Bienal de Venecia. Rapsodia Inconclusa está compuesta por cuatro instalaciones que retratan a Eva Perón, por primera vez, en el lenguaje del arte contamporáneo. El 2014 fue enteramente dedicado al rodaje de una película biográfica con dirección de Natalie Cristiani en la que los límites del documental y la ficción se desdibujan para mostrar los mecanismos creativos de una artista que hace de su vida la fuente de la que alimenta toda su obra.